# Michaël Sels
Michaël Sels (Lier, 12 juni 1989) is een Belgisch diëtist/voedingswetenschapper, televisiekok en auteur van kookboeken.

## Biografie
Hij studeerde af als klinisch diëtist in 2010, na een fellowship Global Health and Human Nutrition aan Stellenbosch University (Zuid-Afrika), nadien legde hij zicht toe op zijn bijzondere interesse voor kankerzorg. Na het behalen van zijn specialisatie als oncologisch diëtist startte hij in het Universitair ziekenhuis Antwerpen (UZA). In 2014 nam Sels gedurende 10 jaar de functie van hoofddiëtist op in het UZA. Sinds oktober 2024 is hij als innovatiemanager klinische voeding verbonden aan het UZA, waarbij hij bijdraagt aan de ontwikkeling van innovatieve evidence-based voedingsinterventies gevolgd door een sterke focus op kennisdelen met andere gezondheidsprofessionals  alsook het brede publiek.
In april 2020 bracht hij zijn eerste boek, Lekker lang leven, bij Pelckmans Uitgevers uit. Hierin wil hij de brug slaat tussen theorie en praktijk want de link tussen wat we dagelijks eten en de ziektes van deze tijd is onmiskenbaar. Bovendien hoopt hij op deze manier ook dat mensen hun 'verboden-te-etenlijstjes' naast zich neerleggen en gewoon gaan genieten van wat goed is voor hen. In 2021 volgde zijn tweede boek, Lekker Lang Leven 2. dit boek werd in 2022 bekroond met de Literaire prijs Prins Alexander van België, deze werd uitgereikt door prinses Léa Inge Dora Wolman van België die ter nagedachtenis van haar echtgenoot Prins Alexander van Saksen-Coburg in 2009 de literatuurprijs opgerichte.
In mei 2025 werd Michaël Sels bekroond met de Zesde Vijs, een prijs van de Studiekring voor Kritische Evaluatie van Pseudowetenschap en het Paranormale (SKEPP). Deze jaarlijkse onderscheiding wordt uitgereikt aan personen die een bijzonder waardevolle bijdrage leveren aan het publieke debat door wetenschappelijk onderbouwde en genuanceerde communicatie. Sels kreeg de prijs voor zijn heldere, kritische en toegankelijke duiding rond voedingsthema’s in de media, waarin hij pseudowetenschappelijke hypes ontkracht en pleit voor evidence-based voedingsadvies. Hij kaartte onder meer de misleidende claims aan rond detoxkuren, superfoods en populaire hype-diëten wanneer die zonder wetenschappelijke grondslag gepromoot worden. Volgens SKEPP slaagt hij erin om complexe materie op een evenwichtige en begrijpelijke manier over te brengen, zonder te vervallen in angstcommunicatie of simplistische slogans.

## Televisie
Michaël Sels treedt regelmatig op in diverse bekende televisieprogramma's. Zo was hij een vaste expert in Over eten, een VRT-programma waarin voeding en gezondheid centraal stonden, en leverde hij bijdragen aan informatieve programma's zoals De zevende dag, VTM Nieuws en VRT NWS journaal.
Daarnaast verscheen Sels ook in populaire shows zoals o.a De Tafel van Gert, Café congé, Wakker op zondag en Het Eenzame Hartenbureau, waarin hij telkens zijn inzichten over gezonde voeding en kooktips op een toegankelijke manier deelde met een breed publiek. Door zijn veelzijdigheid combineert hij wetenschappelijke expertise met praktische adviezen, wat hem tot een vertrouwd gezicht maakt in de Belgische mediawereld. 
Sinds 2021 is Michaël tv-kok op de kookzender Njam!, waar hij programma's als Lekker Lang Leven en Italiaans, makkelijk en gezond maakte, voor dit laatste kookte hij samen met Peppe Giacomazza en Jeroen De Pauw.
In 2024 trad hij op als expert in het VRT-programma De grote boodschap, waarin hij samen met presentatrice Karine Claassen en maag-darmspecialist dr. Magali Surmont deelnemers met diverse spijsverteringsproblemen begeleidde. Het programma had tot doel taboes rond darmgezondheid te doorbreken en het belang van een gezonde voeding en levensstijl te benadrukken.